# Köttfärssås

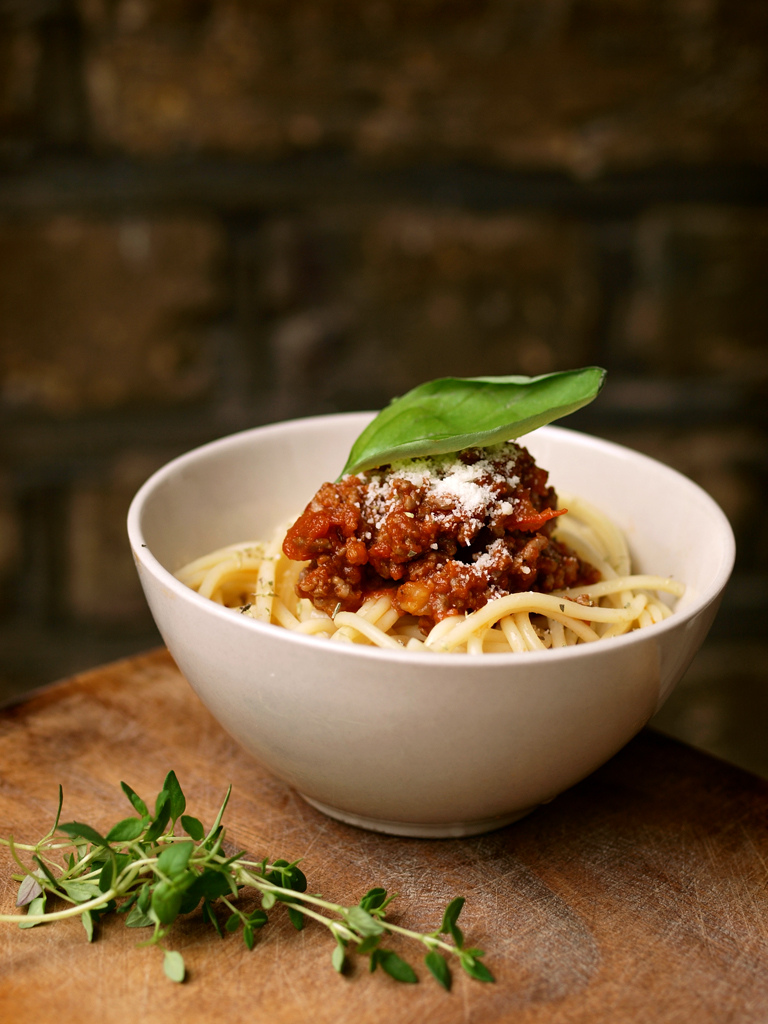
Spagetti Bolognese.

Köttfärssås är en maträtt bestående av en sås med köttfärs som bas, och finns i många varianter. Köttfärssås med inspiration från Italien brukar även kallas bolognese, efter den norditalienska staden Bologna.
Maträtten kan förutom köttfärs innehålla till exempel tomat (skalade, krossade, puré eller ketchup), gul lök, vitlök, buljong, grädde, mjölk, crème fraîche, vetemjöl och champinjoner. En modern bolognese brukar även innehålla vitt eller rött vin, morot och stjälkselleri. Köttfärssåsen eller bolognesen kryddas ofta med kryddor som salt, peppar, oregano, basilika, timjan, lagerblad, mejram och salvia. Köttfärsen består vanligtvis av antingen nötfärs, blandfärs eller fläskfärs, men kan även göras av kycklingfärs.
Köttfärssås kan serveras till pasta, exempelvis spagetti – spagetti med köttfärssås – eller ris. Eventuellt med riven ost ovanpå. Köttfärssåsen kan även användas som fyllning i till exempel lasagne, paj, gratäng, pirog, ugnsgratinerad paprika eller aubergine och på pizza. Rester av köttfärssås kan även användas som grund till en chili con carne.
I handeln finns färdiglagad köttfärssås som endast behöver värmas upp och pulvermix som man tillsätter till köttfärsen vid tillagning.

## Historik
Maträtten kan vara inspirerad av liknande såser från Bologna som traditionellt serveras till andra pastatyper än spagetti, såsom tagliatelle (tagliatelle alla bolognese).

### Sverige
I Sverige började köttfärssås förekomma i kokböcker under 1950-talet, samtidigt som vågen av arbetskraftsinvandring till Sverige från Italien. Tillagad köttfärs serverades sedan tidigare och det fanns en vilja bland svenska husmödrar att göra köttfärsen mer "spännande". Makaroner hade för övrigt varit ett samlingsnamn på all pasta ända sedan dess introduktion på 1600-talet, även om idealmakaronerna blev mer av en standardpasta i Sverige. Köttfärssås blev en vanlig maträtt från 1960-talet. Spagetti med köttfärssås har under flera år i rad varit den vanligaste vardagsrätten i Sverige i början av 2020-talet enligt Matrapporten som årligen sammanställer statistik om svenskarnas matvanor.

## Ragù alla Bolognese
Den moderna italienska såsen som ofta förväxlas med köttfärssås, den så kallade ragun (ragù alla Bolognese), tillagas av biff, pancetta, ost, lök, morötter, selleri, tomater, köttbuljong, vitt vin och eventuellt grädde. Den kokas länge. Den ursprungliga formen av ragù alla Bolognese innehöll sannolikt inte tomat.
En svensk snabbvariant gjord av blandfärs och rökt skinka kallas bolognasås i Icas Rutiga kokboken.

## Alternativ till köttfärssås
För ett vegetariskt alternativ kan köttfärsen ersättas med till exempel quornfärs eller sojafärs (sojaprotein). Maträtten kallas ofta färssås, eventuellt med tillägg som "färssås bolognese" eller "sojafärssås".